# يو إف سي ليلة القتال: فيزيف ضد غامروت
يو إف سي ليلة القتال: فيزيف ضد غامروت (بالإنجليزية: UFC on ESPN: Fiziev vs. Gamrot)‏ المعروف أيضًا باسم يو إف سي فيغاس 79 (بالإنجليزية: UFC Vegas 79)‏ هو حدث لفنون القتال المختلطة نظمته يو إف سي، سيُقام في 23 سبتمبر 2023، على يو إف سي أبيكس في منشأة في إنتربرايز، نيفادا، وهي جزء من منطقة لاس فيغاس الحضرية، الولايات المتحدة.

## بطاقة القتال
1. ↑  أدى المرفق غير القانوني للجزء الخلفي من الرأس إلى جعل بروندج غير قادر على الاستمرار.

## الجوائز الإضافية
حصل المقاتلون التاليون على مكافآت قدرها 50 ألف دولار.
- قتال الليلة: تيم مينز ضد أندريه فيالهو
- أداء الليلة: مارينا رودريجيز وتشارلز جوردان